# The Angel Wore Red
The Angel Wore Red (bra: Tentação) é um filme ítalo-estadunidense de 1960, do gênero drama bélico-romântico, dirigido por Nunnally Johnson, estrelado por Ava Gardner e Dirk Bogarde, e coestrelado por Joseph Cotten. O roteiro do próprio Johnson foi baseado no romance "The Fair Bride" (1953), de Bruce Marshall. O filme foi distribuído na Itália como La sposa bella.
A trama retrata a história de um padre católico que, após contemplar abandonar o sacerdócio, se apaixona por uma bela mulher.

## Sinopse
O jovem padre católico Arturo Carrera (Dirk Bogarde) simpatiza com os pobres na Guerra Civil Espanhola, mas descobre que os seus colegas padres têm pouca preocupação com eles porque apoiam os rebeldes nacionalistas. Horas depois, a cidade é bombardeada e ele se abriga com uma linda e misteriosa mulher chamada Soledad (Ava Gardner), que o esconde em seu apartamento.
Já lutando contra sua própria fé, Arturo se apaixona por Soledad e contempla abandonar o sacerdócio. No entanto, quando um importante relicário religioso é perdido, Arturo decide encontrá-lo e guardá-lo. Soledad precisa decidir se vai ou não apoiar Arturo, mesmo que ele possa retornar à vida religiosa, deixando-a e sua paixão mútua desaparecerem.

## Elenco
- Ava Gardner como Soledad
- Dirk Bogarde como Arturo Carrera
- Joseph Cotten como Hawthorne
- Vittorio De Sica como General Republicano Clave
- Aldo Fabrizi como Cânone Rota
- Arnoldo Foà como Major Insurgente
- Finlay Currie como Bispo
- Enrico Maria Salerno como Capitão Botargus
- Rossana Rory como Mercedes

Não-creditados
- Robert Bright como Padre Idlefonso
- Franco Castellani como José
- Bob Cunningham como Mac
- Gustavo De Nardo como Major Garcia
- Nino Castelnuovo como Capitão Trinidad
- Aldo Pini como Capelão

## Produção
Os títulos de produção do filme foram "Temptation", "The Fair Bride" e "La sposa bella". As vozes dos atores italianos Vittorio De Sica e Aldo Fabrizi foram dubladas para inglês para o lançamento do filme.
As filmagens estavam planejadas para ocorrer na Espanha, mas devido à representação desfavorável dos nacionalistas durante a Guerra Civil Espanhola, Francisco Franco negou a permissão. Como resultado, partes do filme foram gravadas em locações na Itália, incluindo Roma, Portofino, Sicília e Monterosi.

## Temas
O filme explora o Sacerdócio na Igreja Católica durante os turbulentos eventos da Guerra Civil Espanhola, enquanto também examina questões profundas relacionadas aos desafios sociais, com foco particular na pobreza, apesar de conter os elementos típicos dos clássicos filmes românticos.
Como retratado no filme, a Espanha se tornou ingovernável devido a várias facções políticas, que dividiram o país e, em fevereiro de 1936, um governo de Frente Popular, liderado pelos republicanos, cujos membros são frequentemente chamados de "Lealistas", chegou ao poder. Eles foram apoiados por comunistas, anarquistas e sindicatos, além de receber ajuda do México e União Soviética. Os nacionalistas, cujos membros são frequentemente chamados de "Falangistas", foram auxiliados pela Itália Fascista e Alemanha Nazista, e lutaram contra os Lealistas com o auxílio do Exército da Espanha. Durante a guerra, os Lealistas proibiram práticas religiosas, profanaram igrejas e perpetraram violência contra padres. Em março de 1939, foram derrotados por Francisco Franco, que liderou os Falangistas à vitória e se tornou o ditador espanhol após a queda da Segunda República Espanhola, permanecendo na mais alta posição de autoridade sobre o país até 1975.

## Recepção
Eugene Archer, em sua crítica para o jornal The New York Times, escreveu: "Por mais convencional que a história pareça, o tema incomum proporciona algumas cenas intrigantes ... Nenhuma quantidade de escrita ponderada ou direção habilidosa, entretanto, pode salvar o esforço quando o enredo, depois de ir mais longe do que outros filmes na investigação de um dilema religioso no estilo de Graham Greene, retoma tudo no final e se dissolve em um emaranhado de sentimentalismo inspirador".

### Bilheteria
De acordo com os registros da Metro-Goldwyn-Mayer, o filme arrecadou US$ 410.000 nacionalmente e US$ 525.000 no exterior, totalizando US$ 935.000 mundialmente. A produção fez o estúdio perder dinheiro, com um prejuízo de US$ 1.527.000, um dos maiores fracassos de bilheteria do estúdio naquele ano.